# Stenopleustes glaber
Stenopleustes glaber är en kräftdjursart. Stenopleustes glaber ingår i släktet Stenopleustes och familjen Pleustidae. Inga underarter finns listade i Catalogue of Life.